# Nemesiidae
Nemesiidae, porodica prilično velikih smeđih pauka (Araneae). većina ih živi u Zapadnoj Australiji, ali ima ih i po ostalim australskim državama kao i na oba novozelandska otoka.
Prema ljudima ovi pauci nisu agresivni, pa ih se ne smatra opasnima, ali u samoobrani mogu ugristi ako ih se isprovocira.
Porodica obuhvaća rodove Acanthogonatus, Aname, Atmetochilus, Brachythele, Calisoga, Chaco, Chenistonia, Chilelopsis, Damarchus, Diplothelopsis, Entypesa, Flamencopsis, Hermacha, Hermachura, Iberesia, Ixamatus, Kwonkan, Lepthercus, Longistylus, Lycinus, Merredinia, Mexentypesa, Namea, Nemesia, Neostothis, Pionothele, Prorachias, Psalistopoides, Pselligmus, Pseudoteyl, Pycnothele, Rachias, Raveniola, Sinopesa, Spiroctenus, Stanwellia, Stenoterommata, Teyl, Teyloides, Xamiatus, Yilgarnia

## Vanjske poveznice
|  | Zajednički poslužitelj ima još gradiva o temi Nemesiidae |
|  | Wikivrste imaju podatke o taksonu Nemesiidae             |

- NEMESIIDAE Wishbone Spiders